# Corned beef sandwich
Il corned beef sandwich è un panino tipico della cucina ebraica e statunitense, anche diffuso nel Regno Unito, contenente, oltre all'eponimo ingrediente, la senape e i cetriolini sottaceto. La carne usata per insaporirlo può essere, a seconda dei casi, tagliata a fette o in scatola. Se il panino con il corned beef contiene il formaggio, i crauti e la salsa russa prende più propriamente il nome di Reuben sandwich.